# Mylon
Mylon es un género de lepidópteros ditrisios de la subfamilia Pyrginae  dentro de la familia Hesperiidae.

## Especies
- Mylon lassia (Hewitson, 1868)
- Mylon illineatus Mabille & Boullet, 1917
- Mylon orsa Evans, 1953
- Mylon mestor Evans, 1953
- Mylon ander Evans, 1953
- Mylon maimon (Fabricius, 1775)
- Mylon cajus (Plötz, 1884)
- Mylon pelopidas (Fabricius, 1793)
- Mylon jason (Ehrmann, 1907)
- Mylon exstincta Mabille & Boullet, 1917
- Mylon simplex Austin, 2000
- Mylon argonautarum Austin, 2000
- Mylon cristata Austin, 2000
- Mylon salvia Evans, 1953
- Mylon zephus (Butler, 1870)